# Zgromadzenie Narodowe (Zambia)
Zgromadzenie Narodowe (ang. National Assembly) – jednoizbowy parlament Zambii, główny organ władzy ustawodawczej w tym kraju.
Czynne prawo wyborcze przysługuje obywatelom Zambii, którzy w dniu wyborów zamieszkują na stałe na jej terytorium oraz mają ukończone 18 lat. Głosować nie mogą osoby posiadające równocześnie obywatelstwo innego państwa, niepoczytalne, skazane na karę więzienia lub śmierci, także osoby skazane w ciągu pięciu lat przed wyborami za korupcję, osoby ubezwłasnowolnione oraz osoby nieposiadające ważnego dowodu osobistego.
Kadencja parlamentu trwa 5 lat. Ostatnie wybory parlamentarne odbyły się 1 sierpnia 2021 roku.

## Zasady wyboru
Kandydaci muszą spełniać wymagania dla uprawnionych do głosowania, mieć ukończone 21 lat oraz mieć ukończone wykształcenie na poziomie średnim. Każdy z kandydatów musi również wypełnić oświadczenie majątkowe oraz być rezydentem Zambii w czasie wyborów. Muszą również zebrać podpisy od co najmniej 15 wyborców zamieszkałych w swoim okręgu wyborczym i wpłacić opłatę w wysokości 100 000 kwach. Mianowanym członkiem parlamentu nie może zostać osoba, która ubiegała się o miejsce w parlamencie w wyborach.
O wybór nie mogą starać się osoby będące:
- w dniu wyborów objęte procedurą bankructwa,
- kandydatami na prezydenta,
- nominatami na stanowiskach publicznych,
- sędziami,
- urzędnikami służby cywilnej,
- członkami komisji wyborczej,
- członkami sił zbrojnych i policji.

Kandydaci musza pozyskać podpisy od co najmniej 15 wyborców zarejestrowanych w okręgu wyborczym, w którym kandydują oraz złożyć opłatę w wysokości 100 000 kwach zambijskich.

## Członkostwo
Składa się ze 167 członków powoływanych na pięcioletnią kadencję.
- 156 deputowanych pochodzi z jednomandatowych okręgów wyborczych, gdzie stosuje się ordynację proporcjonalną.
- 8 parlamentarzystów nominuje prezydent Zambii (spośród osób, które nie brały udziału w poprzednich wyborach parlamentarnych)
- 3 członków zasiada w Zgromadzeniu ex officio.

### Spiker Zgromadzenia
Spiker Zgromadzenia Narodowego wybierany jest spośród zambijskich obywateli uprawnionych do bycia członkami Zgromadzenia, jednak w nim nie zasiadających; spiker zostaje członkiem izby ex officio. Spikerką Zgromadzenia jest (maj 2025 r.)  Nelly Mutti, wybrana jednomyślnie 3 września 2021 roku jako pierwsza kobieta na tym stanowisku.
Jeden z wiceprzewodniczących parlamentu jest wybierany według tych samych zasad co spiker. Drugi z wiceprzewodniczących wybierany jest spośród członków Zgromadzenia. Wiceprzewodniczący nie mogą być członkami tej samej partii politycznej, nie mogą być też tej samej płci.